# منتخب سلوفاكيا تحت 18 سنة لهوكي الجليد للسيدات
منتخب سلوفاكيا تحت 18 سنة لهوكي الجليد للسيدات هو ممثل سلوفاكيا الرسمي في المنافسات الدولية في هوكي الجليد في فئة هوكي الجليد للسيدات ‏ تحت 18 سنة.